# تنام (فيزياء فلكية)

رسم تخيلي لقرص تنامي حول ثقب أسود. هنا يكتسب الثقب الأسود مادة من نجم قريب منه ويجذبها.

التنامي في الفلك (بالإنجليزية: Accretion)‏ هو نمو جرم سماوي من خلال جذب مزيد من المواد ثقاليا التي حوله، خاصة الموادالغازية والغبار في قرص التنامي. تتشكل هذه السحابة في هيئة قرص رقيق من الغاز والغبار حول النجم، تشبه في ذلك حلقات زحل. أقراص التنامي شائعة حول النجوم الصغيرة أو البقايا النجمية، وفي النجوم الثنائية. وفي الثقوب السوداء يكون الغاز متأينا ويدور في القرص بسرعات عظيمة بحيث تتصادم الأيونات بعضها البعض فتنتج أشعة إكس وأشعة غاما التي نستطيع رصدهما. تلك الأشعة ذات الطاقة العالية (سرعات عالية) هي التي نتعرف من خلالها على وجود الثقب الأسود، لأن الثقب الأسود لا يصدر ضوءا نراه به. توجد آليات ديناميكية في القرص تسمح للغازات والحبيبات التي تدور فيها بأن تفقد زخمها الزاوي فتنجذب إلى مركز الجرم الهائل وتسقط على سطحه، مثلما يحدث للشهب في جو الأرض.

## نظرة عامة
افترض أوتو شميدت نموذج التراكم عام 1944 والذي ينص على أن كوكب الأرض وباقي الكواكب الأرضية قد تكونت من مواد نيزكية، ثم أتبعها نظرية الكواكب الأولية لويليام مكريا عام 1960، وأخيرًا نظرية الأسر لمايكل وولفسون. في عام 1978، قام أندرو برينتيس بإحياء أفكار لابلاس الأولية حول تكوين الكواكب، وطور نظرية لابلاس الحديثة. لم يُثبَت نجاح أي من هذه النماذج، وكانت العديد من النظريات المقترحة وصفية.
طُور نموذج التراكم بطريقة كمية من قِبل فيكتور سافرونوف عام 1969، حيث قام بحساب المراحل المختلفة بالتفصيل لتكوين الكوكب الأرضي. منذ ذلك الحين، طًور النموذج باستخدام المحاكاة العددية المكثفة لدراسة تراكم الكواكب المصغرة. من المتعارف الآن أن النجوم تتشكل بسبب انهيار الجاذبية للغاز بين النجمي، حيث قبل هذا الانهيار، يكون الغاز على شكل سحب جزيئية مثل سديم الجبار، وعند انهيار السحابة وفقدان الطاقة الكامنة، ترتفع درجة الحرارة وتكتسب طاقة حركية وتشكل السحابة قرصُا مسطحًا (القرص المزوِّد) لكي تحافظ على الزخم الزاوي.

## تراكم المجرات
بعد بضع مئات الآلاف من السنين منذ الانفجار العظيم، تبرّد الكون إلى الحد الذي يمكن أن تتشكل فيه الذرات، ومع استمرار توسع الكون وتبريده، فقدت الذرات ما يكفي من الطاقة الحركية، والتحمت المادة المظلمة بما فيه الكفاية لتشكيل مجرات بدائية. تنمو المجرات من خلال عمليات الدمج والتراكم للغاز، ويحدث التراكم أيضًا داخل المجرات مكونًا النجوم.

## تراكم النجوم
يُعتقد أن النجوم تتشكل داخل سحب عملاقة من الهيدروجين الجزيئي البارد، سحب جزيئية عملاقة تبلغ حوالي 300000 كتلة شمسية، ويبلغ قطرها 65 سنة ضوئية. على مدى ملايين السنين، تكون السحب الجزيئية العملاقة عرضة للانهيار والتفتت، وتُشكل هذه الأجزاء بعد ذلك نوى صغيرة مكثفة والتي بدورها تنهار إلى نجوم. تتراوح كتلة اللباب من كسور إلى عدة أضعاف كتلة الشمس وتسمى سديم نجمي. لديهم أقطار تتراوح بين 2000 – 20.000 وحدة فلكية، وتبلغ كثافة عدد الجسيمات من حوالي 10000 إلى 100000 / سم 3. (يبلغ كثافة عدد جسيمات الهواء عند مستوى سطح البحر 2.8×1019/ سم3.)
الانهيار الأولي لسديم له نفس الكتلة الشمسية يستغرق حوالي 100000 عام، ويبدأ كل سديم بقدر معين من الزخم الزاوي. يخضع الغاز الموجود في الجزء الأوسط من السديم -مع زخم زاوي منخفض نسبيًا- لضغط سريع ويشكل قلبًا هيدروستاتيًكيا ساخنًا (غير متقلص) يحتوي على جزء صغير من كتلة السديم الأصلي. مع استمرار الانهيار، يتسارع دوران المغلف الساقط من أجل الحفاظ على الزخم الزاوي، والذي يشكل في نهاية المطاف قرصًا.
مع استمرار تدفق المواد من القرص، يصبح المغلف في النهاية نحيفًا وشفافًا وتصبح الأجسام النجمية الفتية قابلة للملاحظة، حيث تُلاحظ في البداية في ضوء الأشعة تحت الحمراء البعيدة وفي وقت لاحق في الضوء المرئي. نحو هذا الوقت، يبدأ النجم الأولي في دمج الديوتيريوم. إذا كان النجم الأولي ضخمًا بدرجة كافية (فوق 80 كتلة مشترى)، فسيتبع ذلك اندماج الهيدروجين، وإذا كانت كتلته منخفضة جدًا، يصبح قزمًا بنيًا. تحدث ولادة نجم جديد بعد حوالي 100000 عام من بدء الانهيار، وتُعرف الكائنات في هذه المرحلة باسم نجم أولي من الفئة الأولى، والتي تُسمى أيضًا نجوم تي الثور الصغيرة أو نجوم أولية ناشئة أو كائنات نجمية صغيرة. بحلول هذا الوقت، أصبح النجم المتشكل قد اكتسب بالفعل جزءًا كبيرًا من كتلته، ولا تتجاوز الكتلة الكلية للقرص والأغلفة المتبقية 10-20٪ من كتلة الأجسام النجمية الفتية المركزية. في المرحلة التالية، يختفي المغلف تمامًا بعد أن يُجمع بواسطة القرص، ويصبح النجم الأولي نجم تي ثور كلاسيكي. هذا الأخير لديه أقراص التراكم ويستمر في تراكم الغاز الساخن، والذي يتجلى من خلال خطوط انبعاث قوية في الطيف. تتطور نجوم تي الثور الكلاسيكية إلى نجوم تي ثور ذات خطوط ضعيفة، ويحدث هذا بعد حوالي مليون سنة. تبلغ كتلة القرص حول نجم تي الثور الكلاسيكي حوالي 1-3٪ من الكتلة النجمية، ويتراكم بمعدل يتراوح بين 10-7 إلى 10-9 كتلة شمسية في السنة. يوضح التزايد كل الخصائص المميزة لنجوم تي الثور الكلاسيكية: التدفق القوي في خطوط الانبعاثات (حتى 100٪ من اللمعان الأصيل للنجم)، والنشاط المغناطيسي، والتباين الضوئي. تتشكل خطوط الانبعاثات فعليًا عندما يصل الغاز المتراكم إلى «سطح» النجم، والذي يحدث حول أقطابه المغناطيسية. تستمر مرحلة تي الثور الكلاسيكية حوالي 10 ملايين سنة. يختفي القرص أخيرًا بسبب التراكم على النجم المركزي وتكوين الكوكب والتبخر الضوئي للأشعة فوق البنفسجية من النجم المركزي والنجوم القريبة. نتيجة لذلك، يصبح النجم الصغير نجم تي ثور ذو خط ضعي، والذي -على مدى مئات الملايين من السنين- يتطور إلى نجم عادي يشبه الشمس يعتمد على كتلته الأولية.

## تراكم الكواكب
التراكم الذاتي للغبار الكوني يسرع نمو الجسيمات إلى كوكب مصغر بحجم جلمود. أكثر الكواكب الضخمة تكتسب بعض الأصغر منها، في حين أن بعضها الآخر يتحطم أثناء التصادم. تعد أقراص التزايد شائعة حول النجوم الأصغر أو الثقوب السوداء المحاطة بالمواد، مثل تلك الموجودة في مراكز المجرات. تعد بعض الديناميكيات الموجودة على القرص -مثل الاحتكاك الديناميكي- ضرورية للسماح للغاز المداري بفقد الزخم الزاوي والسقوط على الكائن الضخم المركزي. في بعض الأحيان، يمكن أن يؤدي هذا إلى اندماج سطح نجمي (مستعر). في تشكيل الكواكب الأرضية أو النوى الكوكبية، يمكن النظر في عدة مراحل. أولاً، عندما تصطدم حبيبات الغاز والغبار، فإنها تتكتل من خلال العمليات الميكروفيزيقية مثل قوى فان دير فال والقوى الكهرومغناطيسية وتشكل جزيئات بحجم الميكرومتر. خلال هذه المرحلة، آليات التراكم تكون طبيعتها غير جاذبية إلى حد كبير، ومع ذلك، فإن التكوين الكوكبي في المدى من سنتيمتر إلى متر غير مفهوم جيدًا، ولم يُقدم تفسير مقنع حول سبب تراكم هذه الحبوب بدلاً من مجرد الارتداد. على وجه الخصوص، لا يزال من غير الواضح كيف تنمو هذه الكائنات لتصبح كوكب مصغر بحجم 0.1 -1 كيلومتر، وتُعرف هذه المشكلة باسم «حاجز مقدار المتر». عندما تنمو جزيئات الغبار عن طريق التخثر، فإنها تكتسب سرعات نسبية كبيرة بشكل متزايد فيما يتعلق بالجزيئات الأخرى الموجودة في المنطقة المجاورة لها، وكذلك سرعة انجراف داخلية منتظمة مما يؤدي إلى تصادم مدمر، وبالتالي الحد من نمو الركام إلى حد أقصى معين. يشير وارد (1996) إلى أنه عندما تصطدم الحبيبات بطيئة الحركة، فإن ثقل الحبوب المصطدمة للغاية -غير الصفرية- يعيق هروبهم. من المعتقد أيضًا أن تجزئة الحبيبات تلعب دورًا مهمًا في تجديد الحبيبات الصغيرة والحفاظ على سماكة القرص، وأيضًا في الحفاظ على وفرة عالية نسبيًا من المواد الصلبة بجميع الأحجام. اقتُرح عدد من الآليات لتفسير «حاجز مقدار المتر». قد تتشكل التركيزات الموضعية للحصى والتي تنهار بعد ذلك ثقاليًا على الكوكب الصغير بحجم الكويكبات الكبيرة. يمكن أن تحدث هذه التركيزات بشكل سلبي بسبب بنية قرص الغاز، على سبيل المثال، بين الدوامات وعند صدمات الضغط وعلى حافة فجوة تنشأ عن كوكب عملاق أو عند حدود المناطق المضطربة من القرص. وربما قد تلعب الجسيمات دورًا نشطًا في تركيزها من خلال آلية الردّ المشار إليها باسم عدم الاستقرار المتدفق. في حالة عدم الاستقرار المتدفق، يؤدي التفاعل بين المواد الصلبة والغازات في القرص الكوكبي إلى نمو التركيزات المحلية حيث تتراكم جزيئات جديدة في أعقاب تركيزات صغيرة مما يتسبب في نموها إلى خيوط ضخمة. بدلاً من ذلك، إذا كانت الحبيبات التي تتشكل بسبب تكتل الغبار مسامية للغاية فقد يستمر نموها حتى تصبح كبيرة بدرجة كافية للانهيار بسبب ثقلها. تسمح الكثافة المنخفضة لهذه الأشياء لهم بالبقاء مترافقًا مع الغاز وبالتالي تجنب التصادمات عالية السرعة التي قد تؤدي إلى تآكلها أو تفتيتها.
في نهاية المطاف، تلتصق الحبيبات ببعضها البعض لتشكيل أجسام بحجم الجبل (أو أكبر) تدعى كواكب مصغرة. تتحد التصادمات والتفاعلات الجاذبية بين الكواكب المصغرة لإنتاج أجنة كوكبية بحجم القمر (الكواكب الأولية) على مدار ما يقرب من 0.1 - 1 مليون سنة. أخيرًا، تصطدم أجنة الكواكب لتشكيل كواكب على مدار 10 - 100 مليون سنة. تعد الكواكب هائلة الحجم بما يكفي لتُتخذ التفاعلات الجاذبية المتبادلة في الاعتبار عند حساب تطورها. يُساعد النمو بواسطح الاضمحلال المداري للأجسام الصغيرة بسبب جر الغاز، مما يمنعهم من الحصور بين مدارات الأجنة. المزيد من التصادمات والتراكم يؤدي إلى كواكب أرضية أو لب الكواكب العملاقة.

## تراكم الكويكبات
تحتوي النيازك على سجل للتراكم والتأثيرات خلال جميع مراحل أصل الكويكب وتطوره، ومع ذلك، فإن آلية تراكم الكويكبات والنمو ليست مفهومة جيدًا. تشير الدلائل إلى أن النمو الرئيسي للكويكبات يمكن أن ينجم عن الغاز المتعاظم من الكوندريت، والذي يتشكل على هيئة كروية بحجم المليمتر التي تشكل قطرات منصهرة (أو منصهرة بشكل جزئي) في الفضاء قبل أن تتراكم في الكويكبات الأم.
قد تراكمت الكوندريت والحبوب المعدنية والمكونات الأخرى التي من المحتمل أن تكون قد تشكلت في السديم الشمسي معا لتشكيل الكويكبات الأم، وبعد ذلك ذابت بعض هذه الأجسام وشكلت نوى معدنية وعباءات غنية بأوليفين، والبعض الآخر تغير مائيًا. بعد تبريد الكويكبات، تآكلت بسبب التأثيراتعلى مدى 4.5 مليار سنة.
لكي يحدث التراكم، يجب أن تكون سرعات التصادم أقل من حوالي ضعف سرعة الهروب، والتي تبلغ حوالي 140 م / ث لكويكب يبلغ قطره 100 كم. تفترض النماذج البسيطة للتراكم في حزام الكويكب عمومًا أن حبيبات الغبار بحجم الميكروم تلتصق ببعضها البعض وتستقر بالطبقة الوسطى للسديم لتشكل طبقة كثيفة من الأتربة التي حُولت -بسبب قوى الجاذبية- إلى قرص من الكواكب الأولية بحجم الكيلومترات. ولكن هناك العديد من الحجج تشير إلى أن الكويكبات ربما لم تتراكم بهذه الطريقة.

## تراكم المذنبات
ربما تشكلت المذنبات أو سلائفها في النظام الشمسي الخارجي قبل ملايين السنين من تكوين الكوكب، ونوقش كيف ومتى تكونت المذنبات مع انعكاسات واضحة على تكوين النظام الشمسي وديناميكيته وجيولوجيته. تشير المحاكاة الحاسوبية ثلاثية الأبعاد إلى أن الخصائص الهيكلية الرئيسية التي لوحظت على نوى الكواكب يمكن تفسيرها من خلال التراكم المنخفض للسرعة الزوجية للمذنبات المصغرة الضعيفة. آلية التشكيل المفضلة حاليًا هي تلك الخاصة بفرضية السديم، والتي تنص على أن المذنبات ربما تكون من بقايا لبنات البناء الأصلية التي نمت عليها الكواكب.
يعتقد علماء الفلك أن المذنبات تنشأ في كل من سحابة أورط والقرص المبعثر. تشكل القرص المبعثر عندما هاجر نبتون إلى الخارج نحو حزام كايبر الذي كان في ذلك الوقت أقرب بكثير من الشمس، وترك في أعقابه مجموعة من الكائنات المستقرة التي لا يمكن أن تتأثر بمداره. نظرًا لأن القرص المبعثر نشط ديناميكيًا وحزام كايبر مستقرًا نسبيًا بشكل حيوي، يُنظر إلى القرص المبعثر الآن على أنه نقطة الأصل الأكثر احتمالًا للمذنبات الدورية. تنص نظرية سحابة أورط أن السحابة تشكلت في نفس الوقت مثل السديم الشمسي وتطلق أحيانًا المذنبات في النظام الشمسي الداخلي ككوكب عملاق أو نجم يمر قريب ويسبب اضطرابات الجاذبية. هناك أمثلة لسحب المذنب قد شوهدت بالفعل في سديم هيليكس.

## اقرا أيضًا
| - قوة الجذب - ثقالة - ثابت الجاذبية - عملاق عظيم - انفجار أشعة غاما 090423 - يوهانز كبلر | - نجم - مدار - مجرة حلزونية - مجرة عباد الشمس - قزم أبيض - ثقب أسود - قرص بيتر بان |